# Rómulo Betancourt
Rómulo Ernesto Betancourt Bello (Guatire, 22 de febrero de 1908-Nueva York, 28 de septiembre de 1981) fue un político y periodista venezolano. Fue presidente de Venezuela de facto entre 1945 y 1948, llegando al poder mediante el golpe de Estado de 1945, y constitucional en 1959-1964.
Rómulo Betancourt es considerado uno de los más importantes políticos venezolanos del siglo XX. Su participación dentro de la política venezolana comenzó en 1927/8. Como líder estudiantil, dirigió con otros destacados jóvenes de la época, la primera manifestación popular en contra de la dictadura de Juan Vicente Gómez. Betancourt fue uno de los más conocidos opositores clandestinos al gomecismo, condición que le costó el destierro del país hasta la muerte del dictador. Entre 1931 y 1935 fue miembro del Buró Político del Partido Comunista Costarricense. Posteriormente fue expulsado durante los gobiernos de Eleazar López Contreras y por los gobiernos militares que tomaron el poder desde 1948 hasta 1958.
En 1941 fundó junto a otros destacados líderes de la izquierda política venezolana, el partido Acción Democrática que pronto se convirtió en el primer partido político del país en lo que restó del siglo. En 1945, y ante la negativa del gobierno de Isaías Medina Angarita de legalizar las elecciones populares para Presidente, se suma al Golpe de Estado cívico-militar del 18 de octubre, para así instaurar un Gobierno de transición que garantizara la constitución de diversos decretos, leyes de emergencia y de elecciones libres en los venideros años para el presidente de la nación. 
Un día después del derrocamiento de Medina, el 19 de octubre, es designado Presidente provisional de la Junta Revolucionaria de Gobierno, integrada por civiles y militares. Las principales metas del gobierno transitorio eran: instaurar el sufragio libre, directo, universal y secreto, otorgar plena garantía a los partidos políticos, combatir la corrupción administrativa y aliviar el costo de la vida. Su primer período de gobierno terminó el 15 de febrero de 1948, tras la elección de Rómulo Gallegos.
En 1958 regresa al país tras la caída del dictador Marcos Pérez Jiménez. En noviembre de ese año anuncia su candidatura a la presidencia de la república con el apoyo de Acción Democrática, el 7 de diciembre es electo presidente con más del 49 % de los votos. El 13 de febrero de 1959 asume el cargo. Su segundo gobierno se caracterizó por una apertura a la estabilización de la democracia venezolana, la promulgación de una nueva Constitución, la reforma agraria, el desarrollo de la industria petrolera en Venezuela con su adhesión a la Organización de Países Exportadores de Petróleo (OPEP), la fuerte inversión en el sector educativo y el cese de relaciones con gobiernos ilegítimos o dictatoriales del mundo, conocido como la doctrina Betancourt.
Tuvo que enfrentar ataques internos y externos de guerrillas, huelgas laborales, intentonas golpistas e intentos de asesinato financiados por dictadores latinoamericanos. Tras el fin de su período presidencial en 1964 Betancourt asumió como senador vitalicio. En la actualidad, algunos historiadores venezolanos denominan a Betancourt como el «padre de la democracia venezolana».

## Infancia y juventud

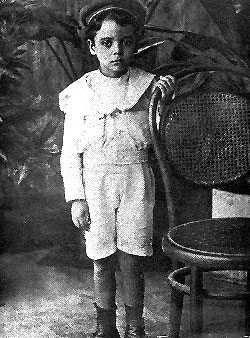
Rómulo Betancourt durante su infancia en Guatire.

Nació el 22 de febrero de 1908 en Guatire, estado Miranda, hijo de un inmigrante de las Islas Canarias, Luis Betancourt y de madre venezolana. Tuvo dos hermanas: María Teresa y Helena.
En 1914 inició su educación primaria en su pueblo natal.
A los 10 años de edad Rómulo se quedó huérfano de madre, quién murió tras intentos médicos de salvarse de un cáncer. Este episodio constituyó uno de los más dolorosos durante su juventud y adultez.
En 1920 la familia Betancourt se mudó a la ciudad de Caracas y comenzó sus estudios de bachillerato en el Liceo Caracas (actual Liceo Andrés Bello), dirigido entonces por Rómulo Gallegos.
En 1926 ingresó a estudiar en la Facultad de Derecho de la Universidad Central de Venezuela, y a su vez trabaja en un bufete jurídico y en el Colegio de Abogados y defensores. Durante sus años de bachiller y posteriormente de estudiante universitario también dedicaba parte de su tiempo a leer, a escribir cuentos y a desempeñarse como ayudante en el negocio de Administración de su padre.

## Activismo político

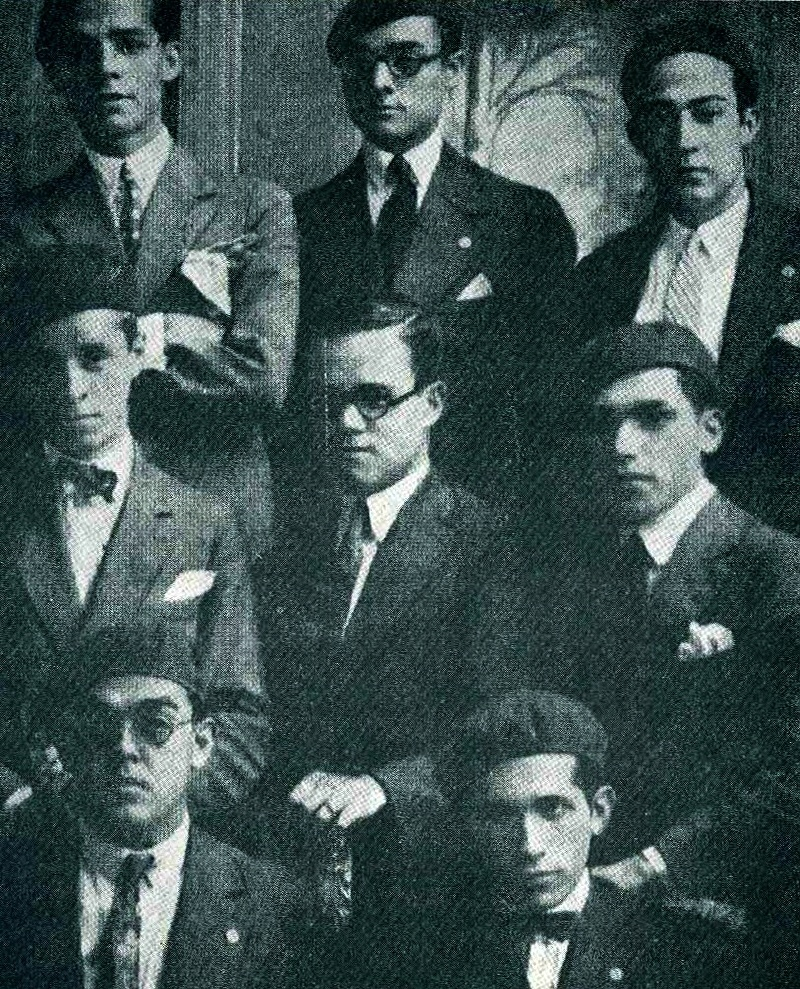
Betancourt (centro-línea superior) y parte de los estudiantes de la Generación del 28.

En febrero de 1928 la Federación de Estudiantes, presidida por Raúl Leoni, organiza la celebración de la Semana del Estudiante, que tenía como objetivo original crear fondos para la construcción de la Casa del Estudiante, pero que paulatinamente tomó el carácter de una protesta contra la dictadura gomecista, que terminó en el encarcelamiento de Betancourt y del grupo de dirigentes universitarios en el Cuartel El Cuño, posteriormente trasladado al Castillo Libertador de Puerto Cabello. Prisioneros en un calabozo oscuro sin ventanas, donde fueron forzados a usar grillos (cadenas) en sus pies y sometidos a crueles condiciones bajo las cuales Betancourt cumplió sus 20 años de edad.
Esta prisión duró dos meses debido a los ciudadanos, quienes abogaron por la libertad del grupo de estudiantes. Una vez en libertad, el 7 de abril Betancourt participó nuevamente en un movimiento insurreccional contra la dictadura, esto trajo como consecuencia la persecución policial, el exilio de opositores y el cierre de la Universidad Central de Venezuela.

### Primer exilio

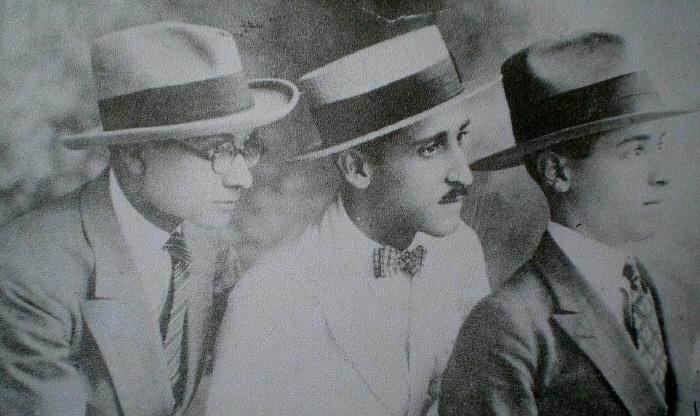
Rómulo Betancourt, Joaquín Gabaldón Márquez y Jóvito Villalba en 1928

Betancourt se mantuvo dos meses bajo la clandestinidad, el 6 de junio decide escapar hacia la isla de Curazao. Dedica mucho de su tiempo al estudio de la historia latinoamericana, de las fuentes del pensamiento socialista y al conocimiento de las obras relacionadas con la penetración imperialista en los países latinoamericanos. Allí también decide formalizar su militancia en el Partido Revolucionario Democrático (PRD), una organización marxista de izquierda radical. Luego de 4 meses se separa del partido, después de haber sido criticado de comunista.
En la República Dominicana se unió a un grupo de exiliados que pretendían viajar a la isla de La Blanquilla, con el fin de sumarse a la expedición que a bordo del crucero Falke liderado por Román Delgado Chalbaud intentaba invadir el país y derrocar a Gómez. Pero Betancourt embarca en un buque de nombre La Gisela, que zozobró antes de alcanzar la meta y salva, quizás, a sus tripulantes, del destino que corrieron los que lograron llegar a Cumaná: la cárcel o la muerte. Tras el fracaso del movimiento insurreccional, viaja a Costa Rica, donde conoce a la que será su futura esposa, Carmen Valverde.
En 1930, en Barranquilla, bajo la influencia del pensador mexicano José Vasconcelos, de visita en la ciudad, y ante la proximidad del primer centenario de la muerte del Libertador Simón Bolívar, junto a Raúl Leoni, Valmore Rodríguez e inquietos intelectuales colombianos como el dramaturgo Luis Enrique Osorio, participa en la creación de la Alianza Unionista de la Gran Colombia. Viaja a Perú y Bolivia donde fortalece vínculos con el Partido Aprista fundado por Víctor Raúl Haya de la Torre.

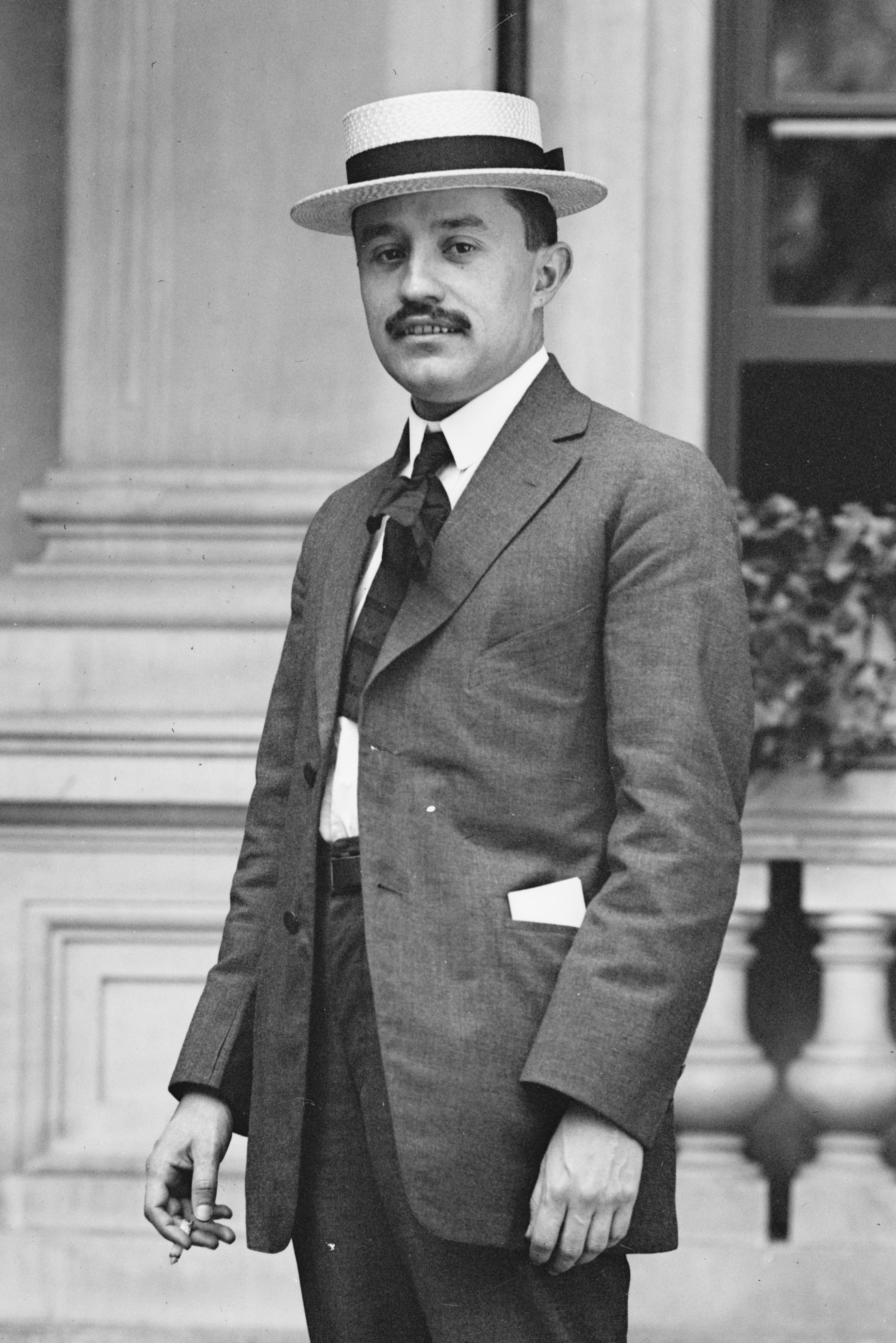
José Vasconcelos, de quien tuvo influencia para participar en la creación de la Alianza Unionista de la Gran Colombia. También ya como presidente Rómulo visitó México en dos ocasiones en 1946 y 1963, durante los gobiernos de Manuel Ávila Camacho y Adolfo López Mateos.

En 1931 funda en Barranquilla la Alianza Revolucionaria de Izquierdas (ARDI), partido que el mismo Betancourt describió como izquierdista y socialista. En ese momento también confronta a los grupos marxistas-leninistas formados por los desterrados venezolanos en México y La Habana, al sostener que:

La revolución contra el gomecismo no puede basarse en la obra exclusiva de la clase obrera, sino a una alianza de clases.

El mismo año, redacta el Plan de Barranquilla, suscrito por exiliados de diversos matices de la nueva izquierda y que consistía fundamentalmente en el análisis de la situación venezolana bajo la óptica de la dialéctica marxista. Durante todo su destierro Betancourt no dejó de denunciar ante los gobiernos latinoamericanos el carácter opresivo y dictatorial del gobierno venezolano.
A partir de 1931 hasta 1935 comienza una etapa de radicalización ideológica del biografiado. En abril de ese año se radica en Costa Rica, donde vivirá alrededor de 4 años. Allí se hace profesor de la Universidad Popular y milita en el Partido Comunista Costarricense, también se hace director del diario del partido, Trabajo. Esta inserción en el comunismo le es preocupante a sus compañeros de ARDI, partido del cual él se había distanciado.
Betancourt había decidido quedarse en Costa Rica hasta su regreso a Venezuela, y así fue, pues tenía una gran simpatía con el Gobierno liberal costarricense y donde ayuda a fundar el Partido Comunista. Sin embargo, en 1933 el Gobierno de Costa Rica emite una orden de expulsión de Betancourt del país al ser fichado de comunista. Betancourt no acató la orden y vivió en la clandestinidad en ese país por el resto de su estadía.
En 1934 contrae nupcias con Carmen Valverde, de cuya unión nacerá su única hija, Virginia Betancourt. Rómulo Betancourt regresa al país el 5 de enero de 1936 luego de la muerte del dictador Juan Vicente Gómez.

### Regreso a Venezuela

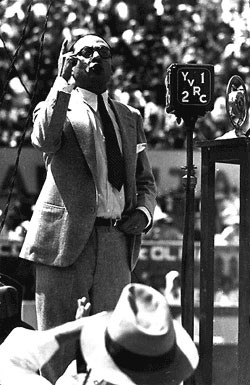
Rómulo Betancourt en Caracas durante una manifestación pública en 1936.

En su llegada a Caracas se incorpora de inmediato en la actividad política. El Congreso ya había designado al general Eleazar López Contreras como presidente provisional y luego ratificado como presidente constitucional. Si bien es cierto que López abrió un camino para la modernización de la situación política venezolana, y que además inició un régimen más democrático en el país, no le faltó recurrir en varias oportunidades a acciones autoritarias, y perseguir a sus más fuertes opositores.
En su llegada Betancourt ofrece una entrevista en la que dice que la oposición de izquierda democrática debía:

Crear un partido político de orientación democrática y de raigambre popular, para encauzar las dinámicas populares dentro de normas de acción disciplinada.

De igual manera se incorporó en la comisión organizadora del Partido Comunista de Venezuela (PCV), de la cual se retiró luego de un mes.
Luego de haber incursionado con los comunistas venezolanos organizados en la clandestinidad, se adhiere al naciente Movimiento de Organización Venezolana (ORVE), fundado por Alberto Adriani y Mariano Picón Salas. Se constituyó como secretario general de ese movimiento político. Por otra parte, los simpatizantes del marxismo formaron el Partido Republicano Progresista (PRP), el cual los orvistas calificaban de «extremista».
En abril de ese año, los izquierdistas decidieron conformar un bloque unido, el Bloque de Abril, el cual los orvistas apoyaron. El objetivo del frente era hacer que el Congreso de la República eligiera definitivamente a López Contreras como Presidente constitucional, del cual ORVE no era partidario, sino una oposición constructiva y democrática. Pero veían como prioritario el seguimiento del hilo constitucional. Una vez legitimado López Contreras, este comienza la represión contra la oposición. Betancourt se arrepintió del acto del cual nunca estuvo plenamente confiado y asumió las culpas de haber apoyado esa decisión.
En junio del mismo año comenzó una huelga contra la aprobación por parte del Congreso de una ley de Orden Público, Betancourt participa en ella y es hecho preso por 15 días. Para fines del año 1936, el gobernador del Distrito Federal, Elbano Mibelli, revoca el permiso de funcionamiento de los partidos ORVE y PRP, por promover la huelga.
Luego de intentos fallidos de apelación ante la Corte Federal y de Casación, los dirigentes políticos de las mencionadas agrupaciones partidistas, deciden formar un frente único que agrupara a ORVE, PRP y al Bloque Nacional Democrático (BND) del Zulia, lo que se denominó Partido Democrático Nacional (PDN), un frente de izquierda democrática no lopecista. Betancourt resultó elegido como secretario de organización del partido. El Gobierno impidió la legalización también de este último.
En marzo de 1937 el gobierno revoca definitivamente el permiso del PDN y emite inmediatamente la orden de expulsión de Betancourt y de otros 46 opositores del país, pero este optó por la clandestinidad nuevamente, inclusive asumió otra identidad. La excusa del Gobierno era que Betancourt era comunista. En los siguientes dos años y medio Betancourt establece la reorganización clandestina del PDN y asume el cargo de secretario general de esa organización, luego de haber sido Jóvito Villalba desterrado del país. La principal tarea de Betancourt era ejecutar un plan masivo de recolección de nuevos militantes en todo el país, hecho que logró, pues en dos años ya el PDN se había consolidado como una de las más importantes fuerzas políticas del país. El 20 de octubre de 1939 la policía lo apresa y es desterrado a Chile, aunque Betancourt ya había tenido la disposición de entregarse.

### Segundo exilio
En Chile Betancourt vivió su segundo exilio, que duró menos de un año y medio. Allí gobernaba un presidente que simpatizaba con él, Pedro Aguirre Cerda. En el país austral intensifica su producción de artículos de análisis y publicaciones acerca de la situación venezolana, también comienza en sus escritos un período de reflexión por la situación americana y mundial, ante la constante expansión del fascismo de Benito Mussolini y Adolf Hitler, de la cual Betancourt sostuvo la tesis de la unión latinoamericana e interamericana de fuerzas, en caso de alguna amenaza de invasión nazi en el continente americano.
Aún en el extranjero, Betancourt siguió constituyendo las directrices que seguían los representantes del partido pedenista en Venezuela. Fueron varias las cartas enviadas por él al presidente López, en las que apelaba a la decisión de no legalizar el partido, así donde ratifica su condición de demócrata de izquierda moderada, no comunista. En una carta a Eleazar López Contreras, le dice enfáticamente:

Señor Presidente: le escribo solicitando de su Gobierno la visación de mi pasaporte, para regresar legalmente a Venezuela lo más pronto que me sea posible. No creo ni siquiera necesario insistir en cuál es mi posición ideológica. Usted la conoce desde hace tiempo, y sabe que nada, absolutamente nada, me liga a la Internacional Comunista, ni al llamado Partido Comunista de Venezuela. Tengo una confesa y definida posición democrática, que no colida con el espíritu ni con la letra de nuestra Carta Constitucional.
Rómulo Betancourt

Nunca faltó el momento en el que no dejara de promocionar la doctrina de izquierda democrática integracionista del PDN. En diciembre de ese año pronuncia su discurso de visión de unión latinoamericana en el Teatro Caupolicán de Santiago de Chile. Seguido de esto, dictó varias conferencias en la Universidad de Chile y otras cumbres de partidos socialistas. Allí también establece vínculos con dirigentes del Partido Socialista de Chile, entre quienes figuraban Óscar Schnake, Salvador Allende y el derechista Arturo Alessandri. De esta manera Betancourt logró fijarse como una personalidad prestigiosa y respetada dentro de la izquierda latinoamericana.
Tras abandonar ese país en enero de 1941, los socialistas chilenos le rinden un homenaje de despedida. Pero antes de regresar a su país, permanece un mes entre Argentina y Uruguay, a fin de dictar unas conferencias en la Universidad de La Plata y la Universidad de Concepción, también recibe homenajes en ambos países.

### Segundo regreso a Venezuela
El 5 de febrero de 1941 llega a Venezuela, en los meses finales del Gobierno de López Contreras y habiéndose cumplido el término de su expulsión. Promovió de inmediato la candidatura simbólica de Rómulo Gallegos con el fin de oponerla al oficialismo representado por Isaías Medina Angarita, que resultó elegido por el Congreso en mayo del mismo año.
Por otra parte, ante la congelación de respuesta alguna de parte del Gobierno para la legalización del PDN, la dirigencia del partido decide conformar un nuevo partido democrático, se decide bautizarlo como AD (Acción Democrática), y legalizado en junio del mismo año. Tras la apertura de funcionamiento pleno de los partidos políticos, Betancourt accede al cargo de secretario general del llamado Partido Blanco. El nuevo partido fue descrito por Betancourt como democrático, policlasista, nacionalista, integrador, americanista y antiimperialista, de ideología leninista.
En el resto del Gobierno medinista, Acción Democrática y Betancourt mantuvieron una posición moderada, pero firme ante algunos aspectos políticos y económicos que consideraban urgentes modificar, entre ellos, la diversificación de la producción nacional; la obligación a las compañías transnacionales explotadoras del petróleo venezolano a pagar una suma mucho mayor de dinero al estado venezolano, como indemnización a la actividad que realizaban desde la dictadura de Juan Vicente Gómez en una suma mínima y no suficiente de dinero y la constitución de elecciones libres para el presidente. En 1944 Betancourt es electo Concejal por la Parroquia San Agustín de Caracas.
Para 1945 ya Acción Democrática se había convertido en la primera fuerza política opositora en el país. Comenzó la profundización de su doctrina desde el campo hasta la ciudad, el campesinado venezolano era el bastión más fuerte del partido. Las peticiones realizadas por la oposición de legalizar las elecciones libres no fueron escuchadas por el gobierno, lo que terminó en un golpe de Estado, conocido también como la Revolución de Octubre, en la que se involucró Betancourt que logró derrocar al gobierno medinista el 18 de octubre de 1945.

## Junta Revolucionaria de Gobierno

### Golpe de Estado de 1945
Rómulo Betancourt había participado en pleno en la conspiración contra el Gobierno de Medina, y posteriormente como líder del movimiento, que se dio tras el pacto clandestino de una parte del Alto Mando del Ejército personalizado principalmente bajo las figuras de los mayores Marcos Pérez Jiménez, Carlos Delgado Chalbaud y Mario Vargas con la dirigencia de Acción Democrática.
El 17 de octubre de 1945 los adecos realizaban un mitin en el Nuevo Circo de Caracas, en el cual alertaban a sus seguidores el peligro que corría el país de llegar a la primera magistratura el doctor Ángel Biaggini, abanderado político del partido de Gobierno y de la no decisión del Ejecutivo de legalizar el sufragio popular.
Finalmente el 18 de octubre el complot se llevó a hechos, tras la negativa de Medina Angarita de otorgar la legalización del sufragio libre y el lanzamiento de la candidatura de Biaggini. Los militares y civiles involucrados en el movimiento hicieron estallar un golpe de Estado que fue imposible detener.
El 19 de octubre, a las ocho de la noche, se procedió a firmar el acta del nuevo Gobierno. A través de una junta de Gobierno (Junta Revolucionaria de Gobierno) se restituyó el hilo constitucional y a su vez como se propiciarían los cambios considerados necesarios por la junta. Ese día se constituyó en el Palacio de Miraflores la junta cívico-militar, que cumplió las funciones del Poder Ejecutivo de la Nación. Presidida por Rómulo Betancourt, e integrada por los civiles: Luis Beltrán Prieto Figueroa, Raúl Leoni, Edmundo Fernández y Gonzalo Barrios y por los militares: Carlos Delgado Chalbaud, y Mario Vargas.

### Primer gobierno

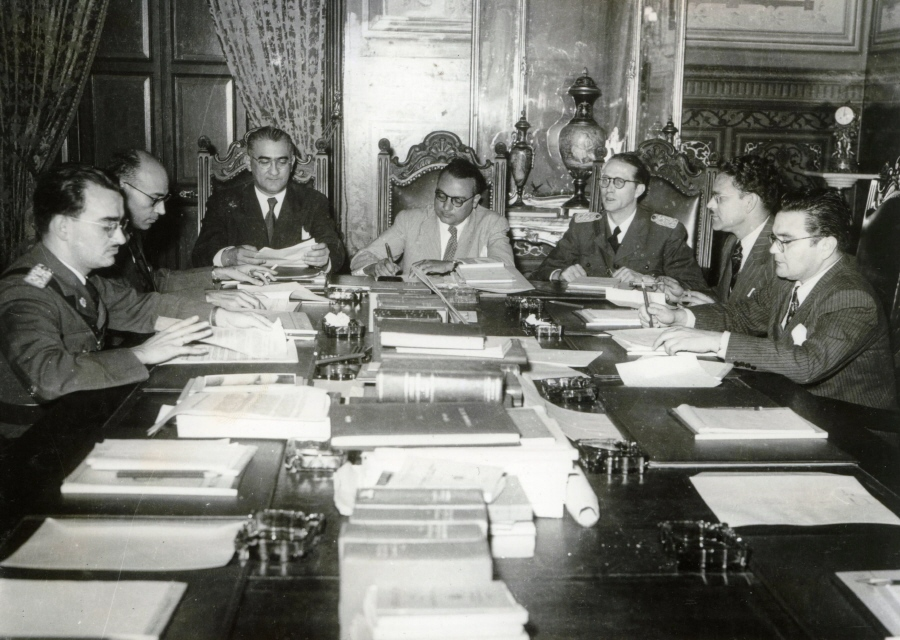
La Junta Revolucionaria de Gobierno reunida en el Salón de los Espejos del Palacio de Miraflores.

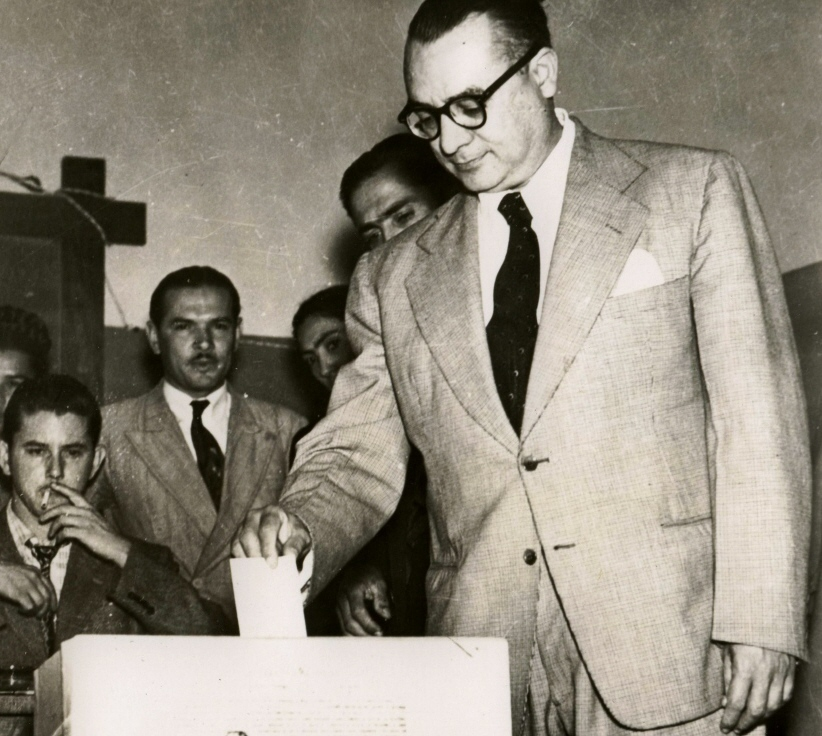
Betancourt al momento de ejercer el voto en las elecciones presidenciales de 1947.

La junta entró en vigencia según Gaceta Oficial número 21.841. Su acción inmediata era la de suplir el vacío de poder generado tras el golpe de Estado al Presidente Medina Angarita, antes de constituirse sus miembros acordaron que estos no podrían aspirar a la Presidencia inmediatamente al fin del período.
Los principales objetivos del nuevo Gobierno eran proclamar diversos decretos ley de emergencia, entre los cuales se pueden nombrar: la instauración de una Asamblea Constituyente previa consulta electoral que dotara a la República de una nueva Carta Constitucional; otorgar el derecho al voto libre, directo, universal y secreto a todos los ciudadanos venezolanos -hombres y mujeres-, mayores de 18 años para la elección del Presidente y miembros del Congreso; el combate a la corrupción mediante la creación del Tribunal de Responsabilidad Civil y Administrativa; el abaratamiento del costo de la vida; el cambio de la política petrolífera con el aumento de impuestos a las compañías extranjeras; las reformas agraria y educacional; el ejercicio pleno de la libertad de expresión y pensamiento; la libertad de función plena a los partidos políticos y sindicatos organizados; la abolición del reclutamiento forzoso para el servicio militar y el rompimiento de relaciones con Gobiernos no-democráticos.
Al asumir el poder, la junta decretó que las compañías petroleras debían pagar un impuesto extraordinario que pasó de 12 hasta 20 % por las ganancias obtenidas y que el año siguiente se aumentó hasta el 28,5 %, al final del período ya se discutía en el Parlamento el alza del impuesto a las transnacionales hasta el 50 %, conocido como «fifty-fifty». Esta alza en los impuestos, conjuntamente con el incremento de la producción que al término del Gobierno era de 500 millones de barriles de crudo al año generó un período de bonanza que no había sido dado por ningún Gobierno predecesor. Esto además de que Venezuela pasó a ser el principal proveedor de petróleo para los aliados durante las guerras llevadas a cabo en Asia y Europa.
El período de la Junta Revolucionaria de Gobierno se caracterizó, además, por un ascenso del movimiento sindical. Durante este período se fundaron centenares de sindicatos y se creó la Confederación Venezolana de Trabajadores (CTV), que pasó a ser la principal central obrera del país. A la cabeza del movimiento sindical estuvieron desde entonces los trabajadores petroleros, quienes en 1946 celebraron el primer contrato colectivo con las empresas transnacionales.
La inversión en el sector educación se incrementó considerablemente. Se emprendió una reforma educativa que garantizaba la instrucción primaria pública a toda la población. Se emprendió una agresiva campaña de alfabetización, sobre todo en el campesinado venezolano, con la cual la tasa de alfabetización en el país se disparó como nunca antes. Según Betancourt: «Si el pueblo es el soberano, hay que educar al soberano». El país también recibió durante este período a decenas de miles de inmigrantes europeos desplazados a causa de la Segunda Guerra Mundial. El Gobierno de Betancourt se comprometió en darle refugio a los desplazados y suscribió el tratado de la Organización Internacional para los Refugiados de las Naciones Unidas.
El 1 de abril de 1946 se instaló por primera vez el Consejo Supremo Electoral y el 17 de diciembre se constituyó la nueva Asamblea Constituyente. Con las elecciones legislativas llevadas a cabo ese año, el Gobierno salió victorioso, pues Acción Democrática ganó el mayor número de escaños en la Asamblea Nacional Constituyente (137 de 160 constituyentistas), en el Congreso de la República (83 de 111 diputados) y en el Senado de la República (19 de 25 senadores). Dicha mayoría adeca le permitió al Gobierno adelantar las leyes que eran consideradas por la junta como de urgencia, la Asamblea estaba presidida por Andrés Eloy Blanco. La oposición también tenía representación en el Parlamento Nacional con los partidos: COPEI, URD y PCV.
La nueva Constitución entró en vigencia el 5 de julio de 1947 y de esa manera se dio fecha a las primeras elecciones presidenciales en Venezuela, las cuales se llevarían a cabo el 14 de diciembre del mismo año.
Pese a todo el clima de apertura democrática, no faltaron las revueltas golpistas y conspiraciones militares que lograron ser sofocadas efectivamente por el Gobierno. Algunos de ellos inclusive perpetrados por oficiales del Gobierno y por civiles como Jóvito Villalba, excompañero del PDN y amigo de la juventud de Betancourt. Otros financiados por Gobiernos foráneos con los cuales la Revolución había roto relaciones, tal es el caso, de los intentos de magnicidio a Betancourt ordenados por los dictadores Rafael Leónidas Trujillo de República Dominicana y Anastasio Somoza García de Nicaragua. Igualmente las protestas civiles calentaron la calle con medidas consideradas más tarde por Rómulo Gallegos como de «evidente sectarismo e intolerancia política», tal es el caso del decreto educacional 321 que consideraba sistemas de evaluación distintos para planteles públicos y privados. El mismo Betancourt reconoció años después:

Estuvimos al borde del colapso y de caer desbarrancada en el abismo con motivo del decreto 321.

Sin embargo, la labor del Gobierno era apoyada mayoritariamente por la población, eso refleja la fuerza adquirida por Acción Democrática como el partido de mayor militancia del país y el más votado. En diciembre de 1947 los venezolanos acuden por primera vez a las urnas electorales a elegir el presidente de su nación, Rómulo Gallegos de Acción Democrática es electo por votación universal, directa y secreta.

## Elecciones de 1947

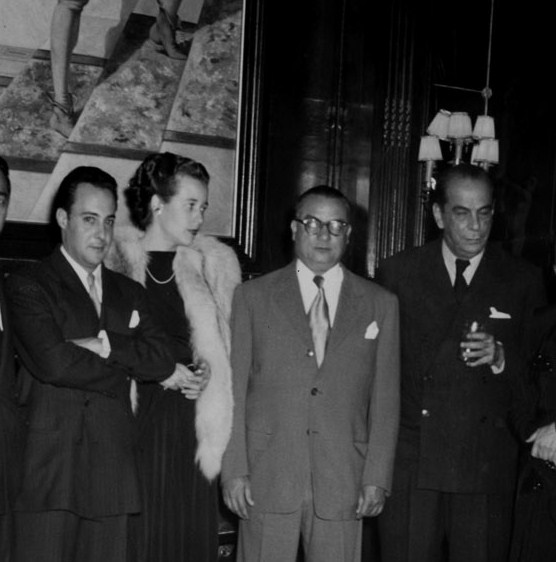
Eduardo Mendoza, Hilda Coburn, Rómulo Betancourt y Rómulo Gallegos.

El 15 de febrero de 1948 Betancourt entregó el poder a su compañero de partido, Rómulo Gallegos. Era la primera vez que un mandatario le entregaba la banda presidencial a otro electo por votación popular en Venezuela. Gallegos impulsó un régimen de concordia y de amplias garantías constitucionales, según sus partidarios de alguna manera siguió los cambios generados durante el Trienio Adeco betancourista incluyendo el alza del impuesto a las transnacionales petroleras hasta el 50 %, conocido como «fifty-fifty».
Betancourt por otra parte, asumió la Secretaría General de Acción Democrática y trabajó en asuntos internacionales con el nuevo Gobierno. También fue el enviado de su partido para representar al país en la IX Conferencia Panamericana, realizada en Bogotá, en la cual se aprobó la Carta de la Organización de Estados Americanos y donde Betancourt expone su pensamiento americanista democrático, y sus ideas de no reconocimiento de regímenes dictatoriales, el antiimperialismo, la integración de los países latinoamericanos y la no-intervención en los asuntos internos de las naciones. Insistió de nuevo en estas ideas durante la cumbre de la OEA de septiembre de ese año en Washington D. C..
El 30 de mayo Betancourt es elegido Presidente de Acción Democrática. El 24 de noviembre el propio Ministro de Defensa de Gallegos, Carlos Delgado Chalbaud, comanda un nuevo golpe de Estado y derroca al presidente Gallegos. A causa de esto Betancourt obtiene asilo en la Embajada Colombiana el 1 de diciembre, y el 23 de enero de 1949 abandona el país con destino a Estados Unidos, su tercer exilio.

### Tercer exilio

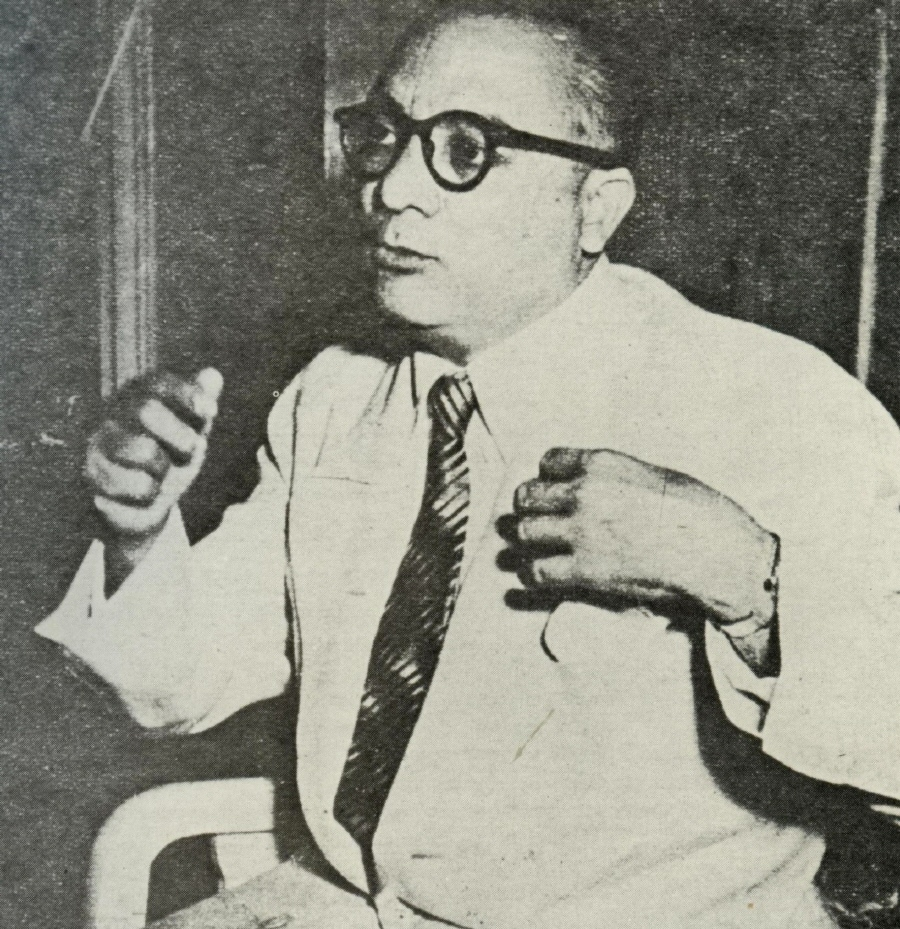
Rómulo Betancourt durante su exilio en La Habana, Cuba, 1949.

El tercer exilio de Betancourt duró casi diez años. La acción golpista hacia Gallegos inició casi una década de gobiernos militares de corte dictatorial en Venezuela. El 7 de diciembre de 1948 Chalbaud ilegaliza Acción Democrática, y ordena la expulsión de sus líderes. Betancourt hace una primera parada en Nueva York, para dirigirse después a Washington y denunciar ante la OEA al régimen ilegítimo que asumía el control en Venezuela. A comienzos de 1950 se muda con su familia hacia La Habana, donde asiste a la organización del Congreso Pro-Democracia y Libertad. En una entrevista Betancourt nombra sus dos principales deberes como exiliado:

Dar a conocer a América lo acontecido en Venezuela y laborar intensamente por la liberación de nuestro pueblo.

Él mismo calificó su destierro fuera de Venezuela como «un cuarto en un hotel barato». Esos años de exilio fueron de intensa actividad, tanto intelectual como política. En 1951 un grupo de sicarios contratados por el Gobierno venezolano en funciones lo intentan asesinar, a través de una inyección letal. Betancourt sale ileso del atentado. En marzo de 1952 es derrocado el presidente cubano Carlos Prío Socarrás, por lo que Betancourt pide asilo ante la Embajada de Guatemala y fustigó la toma violenta del poder en Cuba a manos del dictador Fulgencio Batista. Debido a este hecho viaja a Costa Rica, donde permanece hasta 1954.
Durante aquel decenio, Betancourt no dejó de denunciar ante la comunidad internacional el carácter represivo del régimen militarista, y mantenía comunicación constante con la dirigencia clandestina de Acción Democrática en Caracas, sugiriéndole las directrices de «resistencia» que debían seguir contra la dictadura, entre ellas la de estimular acciones conspirativas de manera precavida y no olvidar jamás la principal arma del partido, la de movilización de masas.
En abril de 1953 realiza un viaje a Bolivia, allí asiste a una reunión con el presidente Víctor Paz Estenssoro, uno de los mandatarios simpatizantes de Betancourt. En mayo de ese año se entrevista en Viña del Mar con el presidente chileno Carlos Ibáñez del Campo, y se celebra en el Senado de ese país una sesión en su honor. En junio del mismo año es recibido por la Cámara del Senado de Uruguay para pronunciar un discurso en la Cámara de Representantes. El 23 de octubre de 1953 pronuncia un discurso en Estados Unidos, en la celebración anual del Partido Socialista de ese país.
El 26 de julio de 1954 sale hacia Miami, para luego residenciarse en la isla de Puerto Rico. Allí el Gobierno de Luis Muñoz Marín le asigna asilo y protección permanente, luego de descubrir un grupo de supuestos policías venezolanos en la isla. El 6 de junio de 1955 asiste en México al entierro de su compañero de toda la vida, Andrés Eloy Blanco. Las autoridades de ese país también le alertaron sobre un posible intento de asesinato a su persona. En 1956 el Fondo de Cultura Económica de México publica el ensayo Venezuela: política y petróleo, cuya circulación fue prohibida en Venezuela por la dictadura del general Marcos Pérez Jiménez.
El 24 de enero de 1957 organiza una reunión de exiliados de Acción Democrática en Puerto Rico. El 28 de octubre de ese año se muda a Nueva York luego de vivir una campaña de descrédito interna y externa en la isla boricua. En Estados Unidos solicita ante la OEA condenar al Estado venezolano por la situación de los presos políticos en su país, y pide la amnistía de los mismos ante todos sus Estados miembros.
El 9 de diciembre se reúne con Jóvito Villalba y Rafael Caldera en Nueva York. Ambos, líderes de los partidos URD y COPEI respectivamente. Allí acuerdan la formación de un gran frente unitario contra la dictadura imperante en Venezuela. El 23 de enero de 1958 estalla en Caracas un golpe de Estado que logra destituir a Pérez Jiménez, con ello se convoca una Junta Cívico-Militar de Gobierno presidida por el contralmirante Wolfgang Larrazábal. Betancourt apoya la constitución de la junta y regresa a Venezuela el 9 de febrero. Ese día pronuncia un discurso en El Silencio, en el que dice:

Regreso a mi patria con la convicción de propiciar una tregua política.

## Campaña presidencial de 1958

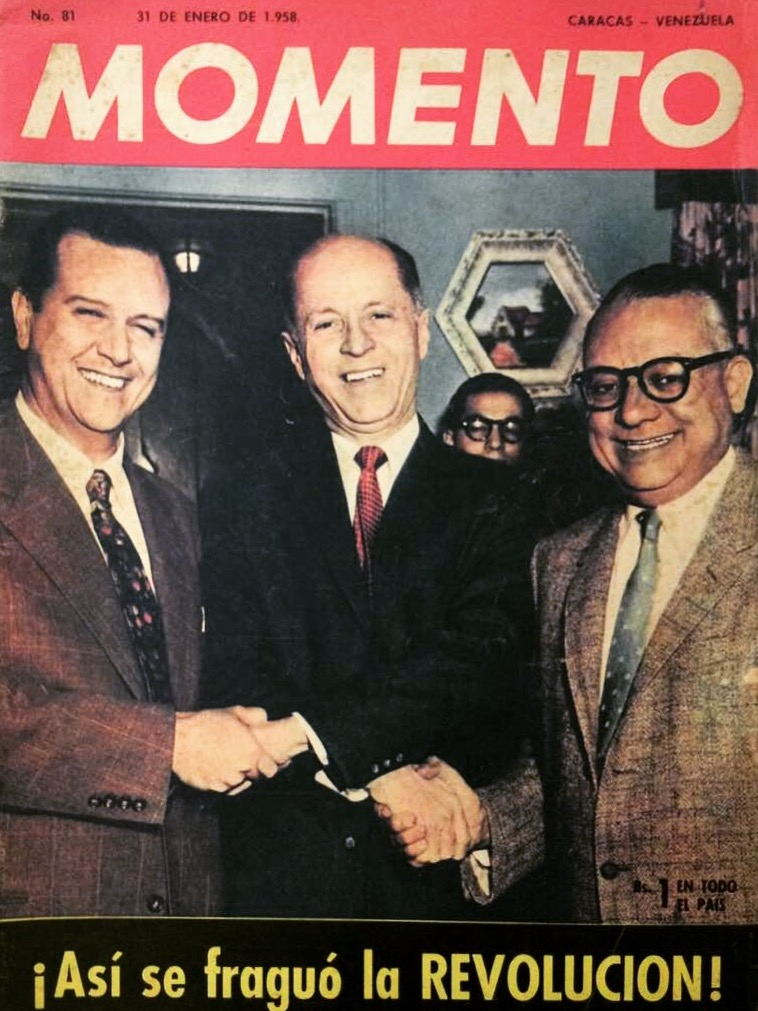
Portada de la revista momento del 31 de enero de 1958, en la que aparecen, de izquierda a derecha: Rafael Caldera, Jóvito Villalba y Betancourt, reunidos en la ciudad de Nueva York durante los días del derrocamiento de la dictadura de Pérez Jiménez.

A su llegada al país, realiza una gira nacional por todos los estados del país a fin de reconstruir la base y militancia de Acción Democrática, que eran fundamentalmente el campesinado, los trabajadores y los estudiantes. El 31 de octubre suscribió como representante de AD (Acción Democrática) junto con URD y COPEI el Pacto de Puntofijo, uno de los acuerdos políticos de mayor duración en la historia venezolana. Dicha asociación tenía como objetivo un pacto mínimo de Gobierno común, el respeto a la constitucionalidad y la formación de un Gobierno de unidad nacional que incluyera a los tres partidos firmantes.

Betancourt no hizo pública su aspiración a la Presidencia de la República hasta el 21 de noviembre de 1958, pero no es menos cierto que siempre tuvo esa intención desde que pisó nuevamente suelo venezolano. Ese día formalizó su candidatura hacia la primera magistratura en el Nuevo Circo de Caracas, ante miles de simpatizantes.

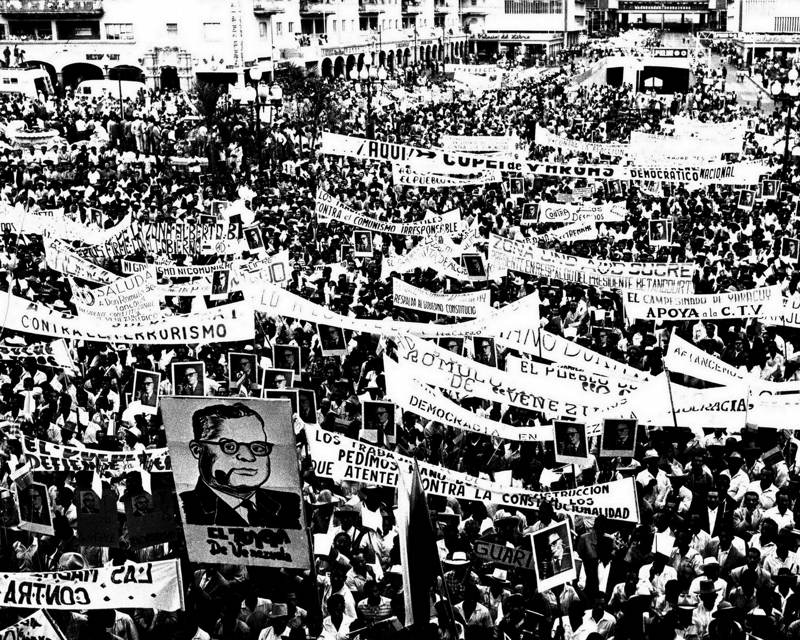
Cierre de campaña electoral de Rómulo Betancourt en 1958.

Los otros dos candidatos de esa elección eran: Wolfgang Larrazábal del partido Unión Republicana Democrática y también apoyado por el Partido Comunista de Venezuela y Rafael Caldera de COPEI. El eslogan utilizado por Acción Democrática para la campaña electoral de Betancourt fue «Contra el miedo, vota Blanco», su campaña fue poco promovida en televisión, pero sí utilizó la radio de manera significativa.
El 6 de diciembre, apenas un día antes a los comicios presidenciales, los candidatos de los partidos del Pacto de Puntofijo volvieron a reunirse a fin de reafirmar su compromiso de respetar el acuerdo estipulado. El 7 de diciembre de 1958 Rómulo Betancourt ganó la Presidencia de la República con una votación de 1 284 092 votos, un 49,18 % de los sufragios emitidos. En su discurso a la nación como presidente electo de la República ante el Consejo Supremo Electoral, Betancourt dijo:

Conciudadanos: Esta es una hora de profunda emoción para mí, porque sé que estoy asumiendo responsabilidades ante mi país y ante la historia. Hora de emoción, porque un sector del pueblo venezolano, me dispensó el honor de elegirme su Presidente, en libres comicios inobjetables. Y emoción de saber cuán grave es mi responsabilidad. Por propia conciencia de mis limitaciones, por sentido de responsabilidad con la República, por lealtad a los actos y compromisos solemnes adquiridos por Venezuela, este Gobierno no será exclusivista y sectario. Será un Gobierno de amplia base de unidad venezolana.

## Segundo gobierno (1959-1964)

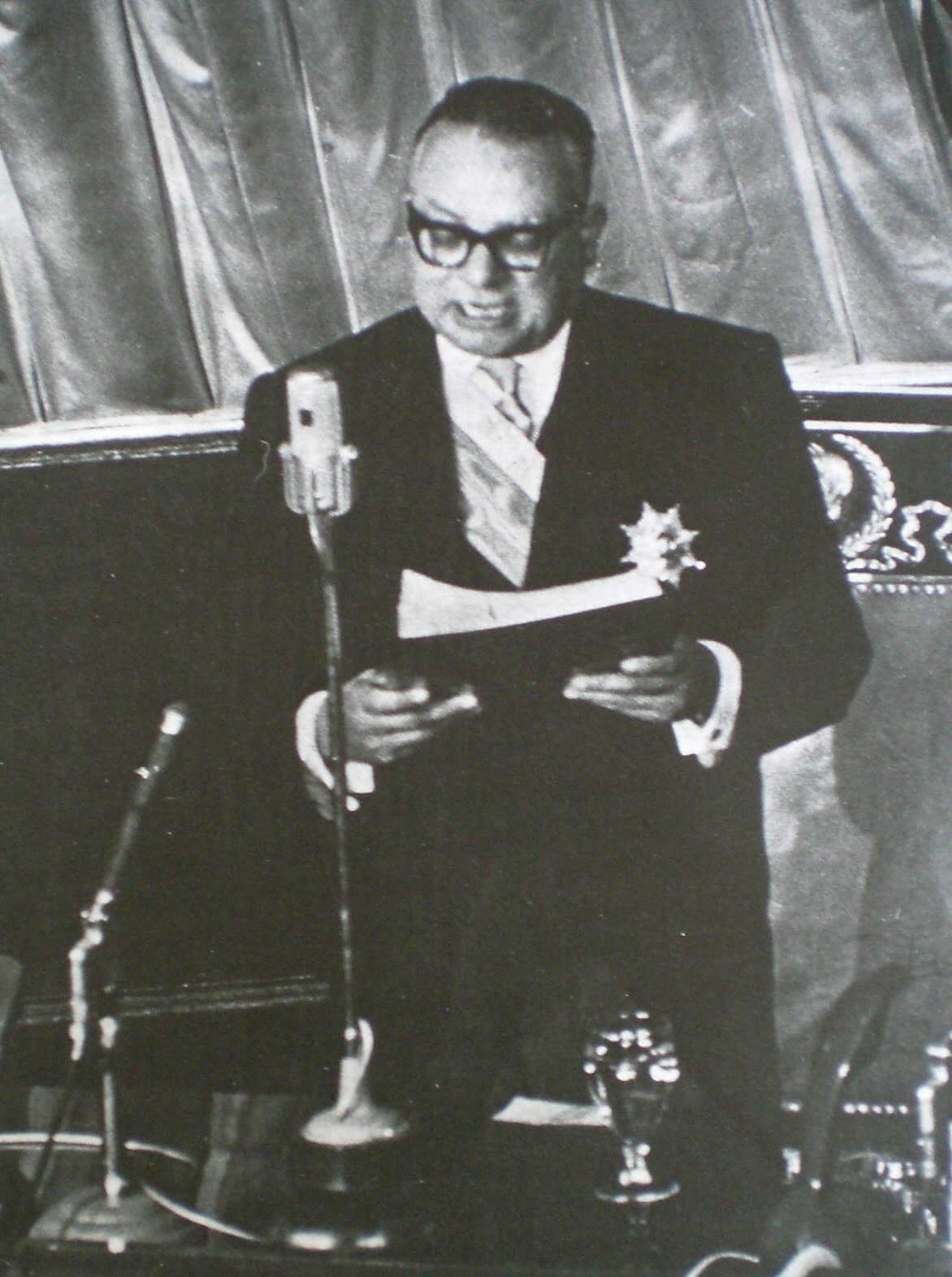
Rómulo Betancourt en su discurso de toma de posesión como Presidente de Venezuela en 1959.

El 25 de enero de 1959 Betancourt sostiene una reunión en su condición de Presidente electo con Fidel Castro, quién venía al país a propósito de la celebración del 23 de enero, día en que cayó la dictadura de Pérez Jiménez. El 13 de febrero de ese año fue proclamado Presidente Constitucional de la República, para el período 1959-1964.

### Aspectos políticos

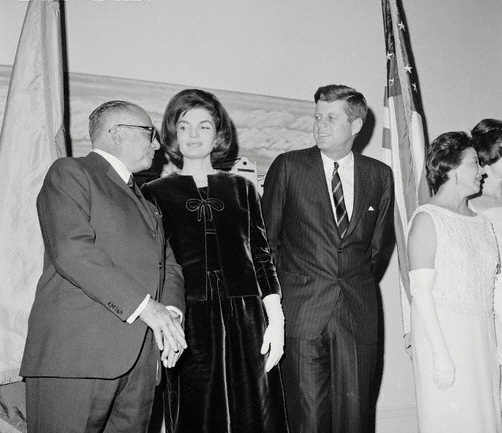
Rómulo Betancourt, Jackie Kennedy y John F. Kennedy, 1963

Betancourt tuvo que enfrentar uno de los períodos de gobierno más difíciles en la historia contemporánea nacional, por tener que efectuar la definitiva transición de la república hacia la democracia.
En cumplimiento del acuerdo del Programa Mínimo Común, Betancourt conformó su gabinete de Gobierno con representantes de su partido, Acción Democrática, y de los movimientos políticos: socialcristiano COPEI y Unión Republicana Democrática (URD). Así fueron designados dos ministerios para AD (Acción Democrática), dos para COPEI y tres para URD. Este último se retiró del pacto en 1960. El pacto continuó entre AD, COPEI e independientes.
El gabinete de coalición betancourista se destacó por estar integrado de diversos intelectuales y connotados profesionales de la vida pública nacional, como: Juan Pablo Pérez Alfonzo, Mariano Picón Salas, Rafael Pizani, Andrés Aguilar, Luis Beltrán Prieto Figueroa, Arnoldo Gabaldón, Ramón J. Velásquez, Raúl Leoni, Carlos Andrés Pérez, Octavio Lepage, José Antonio Mayobre, Leopoldo Sucre Figarella, entre otros. Entre los gobernadores de estado designados por Betancourt destacan Luis Piñerúa Ordaz, Enrique Tejera Paris y Luis Augusto Dubuc.
Durante su mandato Betancourt tuvo que lidiar las escisiones dentro de su partido que dieron origen al Movimiento de Izquierda Revolucionaria (MIR), al Partido Revolucionario Nacional (PRN) y al Grupo ARS (AD-Oposición), dichas divisiones conllevaron a que AD perdiera la mayoría en la Cámara de Diputados para el nuevo período legislativo.
En este período también se ilegalizó al Partido Comunista de Venezuela (PCV) por vincularse a las Fuerzas Armadas de Liberación Nacional (FALN), en una lucha armamentista contra su Gobierno. El 23 de enero de 1961 promulga la nueva Constitución, similar a la aprobada en su primer Gobierno, la cual había sido derogada por Pérez Jiménez. Dicha carta constitucional rigió los destinos de la nación hasta 1999. En diciembre de 1961 recibe a John F. Kennedy durante la primera visita oficial de un presidente de los Estados Unidos a Venezuela. En la ocasión Kennedy y Betancourt firmaron el acuerdo de Alianza para el Progreso un programa de ayudas diseñado por el Gobierno estadounidense para contrarrestar el avance de la Revolución cubana en la América Latina.

### Aspectos económicos

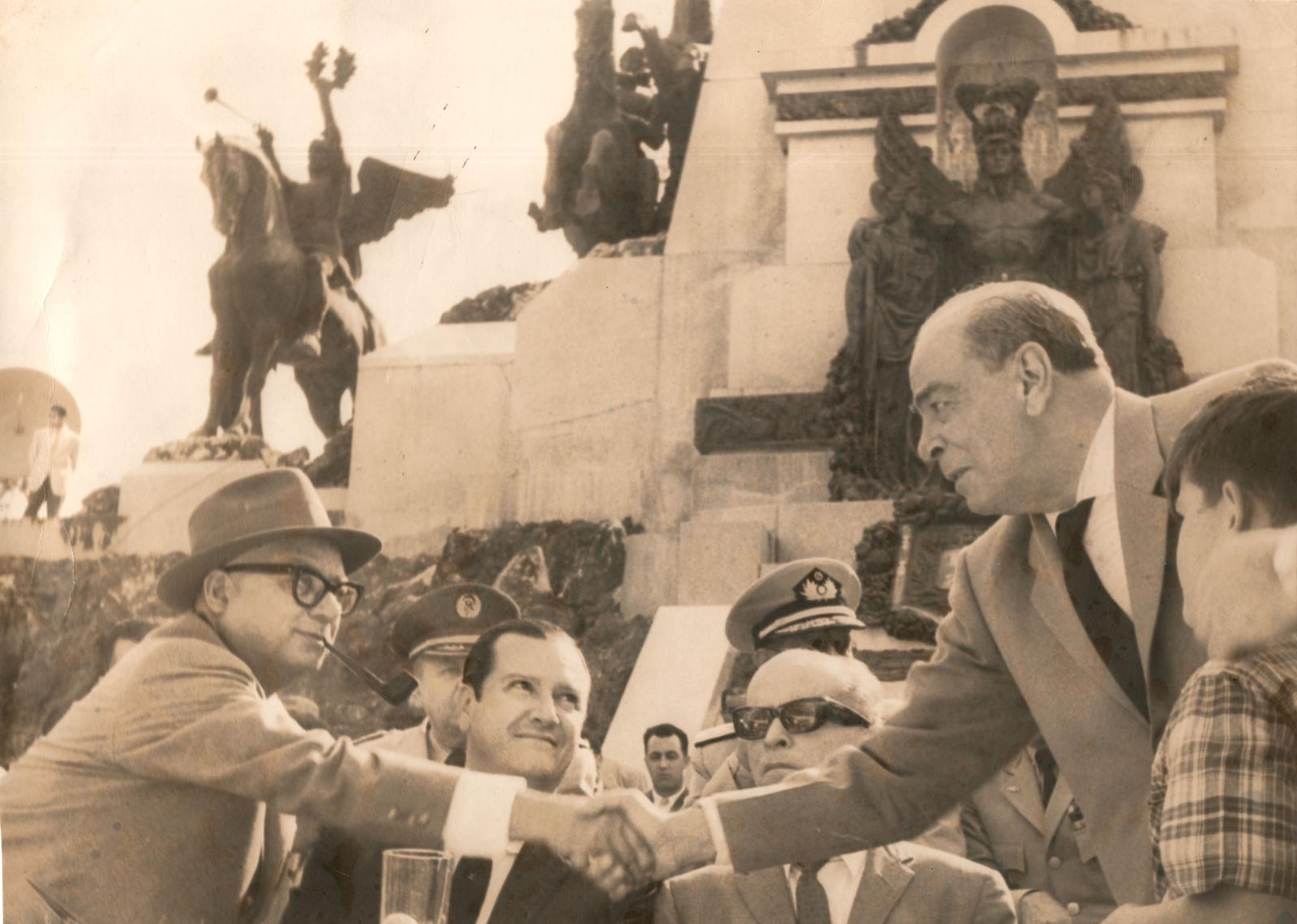
Promulgación de la Ley de Reforma agraria en el Campo de Carabobo el 5 de marzo de 1960. En primer plano aparece el presidente Betancourt junto al novelista y expresidente Rómulo Gallegos. En segundo plano: Rafael Caldera y Jóvito Villalba.

La gestión en economía estaba centrada en la independencia económica del país y el estímulo al desarrollo industrial al aplicar el modelo de la CEPAL referente a la sustitución de importacionesr impulsado por el ministro de Hacienda José Antonio Mayobre. En 1960 el ministro de Minas e Hidrocarburos, Juan Pablo Pérez Alfonzo suscribe en Bagdad, Irak, el acta de creación de la Organización de Países Exportadores de Petróleo (OPEP), con el cual se establece una alianza estratégica en materia petrolera junto a países exportadores de crudo, como: Kuwait, Arabia Saudita, Irak e Irán. Ese mismo año el presidente Betancourt decreta la creación de la Corporación Venezolana de Guayana (CVG) y de la Corporación Venezolana del Petróleo (CVP).
El 4 de mayo de 1961 se publican una serie de medidas económicas en las que cabe destacar el control de cambios, la disminución en 10 % de sueldos y salarios públicos a fin de reducir el gasto y déficit presupuestario y la devaluación del bolívar. Durante este segundo período de Gobierno betancourista se restituyen los derechos laborales de los trabajadores y empleados venezolanos, entre ellos, el acceso a la vivienda y el aumento general de sueldos. Según el Banco Central de Venezuela al final de este Gobierno, se habían superado las marcas de los años precedentes en cuanto a cifras positivas de recuperación económica, la tasa de crecimiento económico fluctuaba entre el 4 y 5 %.

### Obras públicas
Durante la segunda gestión de Betancourt se invirtió una gran cantidad del dinero de la nación en la construcción de nuevas escuelas y liceos públicos, se construyeron entonces más de 3000 escuelas y 200 liceos en todo el país. La matrícula escolar pasó de 0.85 millones de alumnos (en 1958) a 1.6 millones en 1963, más del 90 % de la población estudiantil total asistía a las aulas de clase.[cita requerida]
En 1962 se inauguraron obras de envergadura como el Puente General Rafael Urdaneta sobre el Lago de Maracaibo conocido como el Puente sobre el lago, que había sido comenzada bajo el Gobierno de Marcos Pérez Jiménez, pero no había sido concluida. También fue inaugurado el Distribuidor El Pulpo en la ciudad de Caracas, así como otras obras de infraestructura vial en todo el país. Se comenzó la construcción de la Represa del Guri y del primer puente colgante sobre el río Orinoco, el Puente de Angostura.
Se terminó la construcción del Parque del Este en Caracas en el año 1961, el cual se convirtió en el parque urbano más grande de la capital. Se creó el Instituto Venezolano de Investigaciones Científicas (IVIC), que fue originalmente el Instituto Venezolano de Neurología e Investigaciones Cerebrales (IVNIC), fundado el 29 de abril de 1954 durante el Gobierno de Marcos Pérez Jiménez. Betancourt recorrió los más de 4563 km de vialidad construidos o asfaltados durante su Gobierno y fortaleció la apertura de la inmigración hacia Venezuela.[cita requerida]

### Intentos de desestabilización
El Gobierno tuvo que enfrentar una serie de ataques, protestas, huelgas generales, invasión de grupos paramilitares, intentonas golpistas y hasta intentos de asesinato contra el presidente Betancourt. Los brotes de violencia callejera se produjeron en su mayoría a comienzos del nuevo Gobierno; a causa de ello fueron suspendidas de manera permanente las garantías constitucionales y se limitaron las manifestaciones públicas, a fin de mantener el orden público. Las garantías constitucionales fueron restituidas meses antes de las elecciones de 1963. Ante las constantes protestas y develadas conspiraciones de las FAN, Betancourt, en un mitin a propósito de la celebración de su tercer año de Gobierno dijo:

Yo soy un presidente que ni renuncia ni lo renuncian.

#### Intentos golpistas

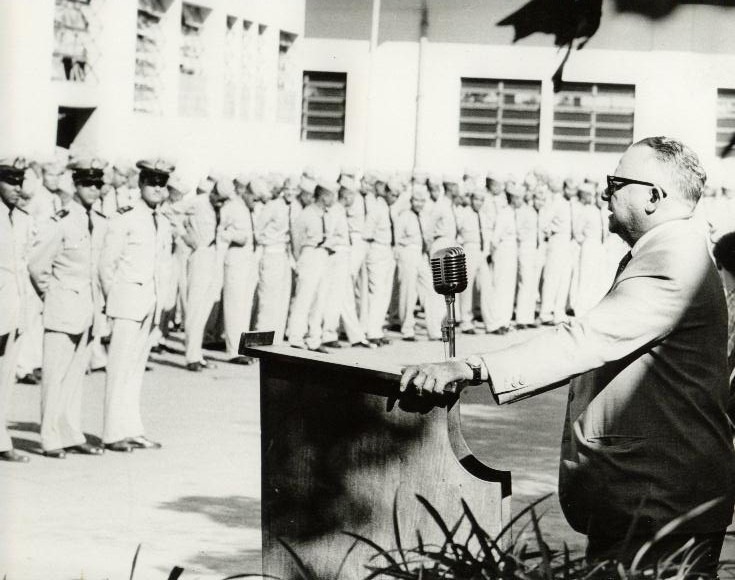
Rómulo Betancourt durante una alocución a un grupo de oficiales

Durante el segundo período de mandato de Rómulo Betancourt se dieron lugar tres importantes intentonas golpistas por parte de insurgentes militares, las cuales fueron: El Carupanazo, El Porteñazo y El Barcelonazo. El 26 de junio de 1961 se realiza en Barcelona un estallido militar, denominado como El Barcelonazo. Este movimiento es liderado por el Mayor Luis Alberto Vivas y los capitanes Rubén Massó, José Gabriel Marín y Tesalio Murillo. Los rebeldes lograron capturar al gobernador Rafael Solórzano y asaltaron la sede de AD (Acción Democrática) en Estado Anzoátegui, el comando de la policía de Puerto La Cruz y varias radioemisoras. Tras el despliegue de las fuerzas militares leales al Gobierno, se pudo detener la agresión de los insurgentes. Al menos 50 personas murieron por este hecho.
El Carupanazo fue un alzamiento militar que se dio el 4 de mayo de 1962 en la ciudad de Carúpano, a cargo del Batallón de Infantería de Marina dirigidos por el Capitán Jesús Teodoro Molina Villegas, el Mayor Pedro Vegas Castejón y el Teniente Héctor Fleming Mendoza. El presidente Betancourt exigió la rendición de los subversivos e inició el despliegue de batallones leales de la Armada Nacional y de las fuerzas de la Aviación Nacional, que lograron bloquear la acción de los golpistas. Al día siguiente fueron detenidos 400 involucrados. Se comprobó la participación del PCV y del MIR en este hecho, por lo que ambos partidos fueron ilegalizados.
A menos de un mes del primer intento de golpe de Estado, se volvió a dar otra rebelión militar, que fue bautizada como El Porteñazo. El 2 de junio de 1962, se produce la sublevación en la base naval de Puerto Cabello, comandado por los capitanes: Manuel Ponte Rodríguez, Pedro Medina Silva y Víctor Hugo Morales Luengo. Betancourt ordenó la movilización inmediata de las fuerzas de Aviación y del Ejército Nacional, los cuales militarizan y bombardean la ciudad. El 3 de junio se da a conocer un saldo de 400 muertos y centenares de heridos. Los dirigentes militares del movimiento son arrestados y el Gobierno restituye el orden en la ciudad porteña. Debido a este hecho son depurados de las Fuerzas Armadas aquellos militares simpatizantes del comunismo y la extrema izquierda.

#### Grupos paramilitares

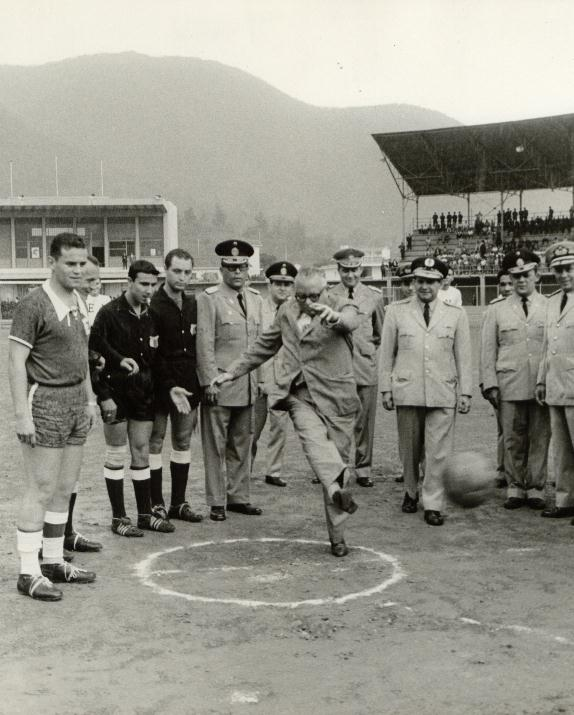
Rómulo Betancourt al momento de patear una pelota de fútbol durante su presidencia

Betancourt también enfrentó oposición de grupos extremistas y unidades armadas de tendencia marxista leninista. Los partidos del PCV y el MIR fueron protagonistas activos en los hechos golpistas y demás saboteos contra el gobierno, por lo que muchos de sus miembros fueron arrestados. La exportación comunista de lucha armada financiada por Fidel Castro por el continente americano, también tuvo orígenes durante esta época, así se conformaron en Venezuela las llamadas Fuerzas Armadas de Liberación Nacional (FALN), un grupo guerrillero subversivo orientado por el pensamiento del líder cubano.
Dichos grupos paramilitares también estuvieron involucrados en una fallida invasión cubana en la costa barloventeña, por lo que el Gobierno venezolano rompió definitivamente sus relaciones diplomáticas con Cuba y protestó ante la Organización de Estados Americanos (OEA) por el irrespeto a su soberanía. El 29 de septiembre de 1963 es asaltado el tren El Encanto, acción terrorista en la que se aseguraba que había participado el entonces diputado del PCV, Teodoro Petkoff.

#### Intento de asesinato

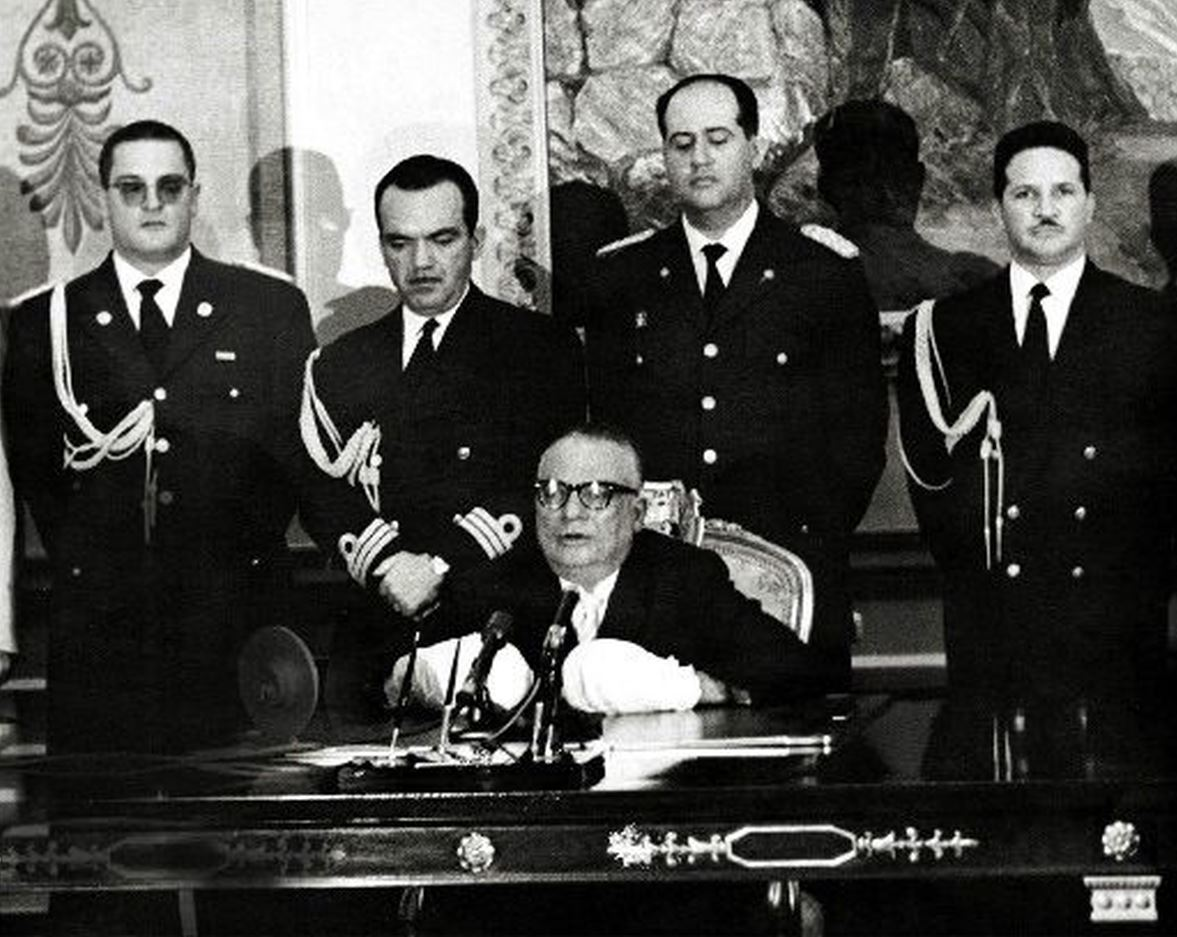
Betancourt ofrece declaraciones con las manos vendadas al día siguiente del atentado.

Durante su mandato, Betancourt fue víctima de un intento de magnicidio, después de que durante su tercer exilio también se habían llevado a cabo varios intentos para asesinarlo. Un grupo de miembros de la extrema derecha venezolana, financiados directamente por el dictador dominicano Rafael Leónidas Trujillo, junto con un escaso grupo de militares venezolanos estuvieron involucrados en un fallido intento de asesinar al presidente venezolano en funciones.
El 24 de junio de 1960 durante la celebración del aniversario de la Batalla de Carabobo se produce un brutal atentado terrorista contra la vida de Rómulo Betancourt en Caracas. Aproximadamente a las 9:30 de la mañana una bomba en un auto estacionado estalló al pasar uno de los vehículos de escolta presidencial cercano al vehículo oficial, el cual se dirigía hacia el Paseo Los Ilustres. El atentado deja sin vida al jefe de la casa Militar Coronel Ramón Armas Pérez, produce quemaduras severas y deformación del rostro del Presidente Betancourt y destroza el vehículo presidencial. Al día siguiente del atentado, Betancourt en un mensaje a la nación desde el Palacio de Miraflores, con las manos vendadas, dijo:

Quiero decirle al pueblo de Venezuela que debe tener confianza plena en la estabilidad de su Gobierno y en la decisión del presidente que él eligió para cumplir su mandato, como he venido diciendo y hoy reitero, hasta el 19 de abril de 1964. Nunca he ignorado los riesgos que comporta empeñarse en darle una orientación democrática seria al país (...) No me cabe la menor duda de que en el atentado de ayer tiene metida su mano ensangrentada la dictadura dominicana. Pero esa dictadura vive su hora pre agónica, son los postreros coletazos de un animal prehistórico incompatible con el siglo XX.

El hecho terrorista fue denunciado ante la Organización de los Estados Americanos, para condenar al Gobierno de Rafael Leónidas Trujillo por violación a los derechos humanos dentro de su nación y por financiar ataques terroristas a un jefe de Estado.
El 12 de junio de 1963 sufre un nuevo intento de asesinato en la sede del Palacio Arzobispal de Ciudad Bolívar durante su inauguración con artefactos explosivos colocados por militantes activos del Partido Comunista de Venezuela.

### Doctrina Betancourt

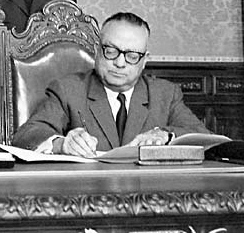
Rómulo Betancourt en 1961

Al juramentarse en su cargo frente al Congreso de la República en el Palacio Federal Legislativo, Betancourt dejó clara su perspectiva política y proclamó lo que hoy se conoce como la Doctrina Betancourt (denominación que él mismo rechazó), con las siguientes palabras:

Solicitaremos cooperación de otros Gobiernos democráticos de América para pedir, unidos, que la Organización de Estados Americanos excluya de su seno a los Gobiernos dictatoriales porque no sólo afrentan la dignidad de América, sino también porque el Artículo 1 de la Carta de Bogotá, acta constitutiva de la OEA establece que sólo pueden formar parte de este organismo los Gobiernos de origen respetable nacidos de la expresión popular, a través de la única fuente legítima de poder que son las elecciones libremente realizadas. Regímenes que no respeten los derechos humanos, que conculquen las libertades de sus ciudadanos y los tiranice con respaldo de las políticas totalitarias, deben ser sometidos a riguroso cordón sanitario y erradicados mediante la acción pacífica colectiva de la comunidad jurídica internacional.
Rómulo Betancourt

Esta proclama se entiende como un instrumento de protección a los regímenes democráticos, resultado de la elección libre del pueblo. Rechaza la constitución de Gobiernos no democráticos o ilegítimos, que tiene su significado en la ruptura de relaciones diplomáticas con aquellos países dictatoriales y proclama la alianza con aquellos que practiquen una política democrática en sus pueblos.
Bajo la acción de la Doctrina Betancourt, Venezuela mantuvo buenas relaciones con los gobiernos democráticos, especialmente con el Gobierno de John F. Kennedy en Estados Unidos, Luis Muñoz Marín en Puerto Rico, Manuel Ávila Camacho y Adolfo López Mateos en México y Alberto Lleras Camargo en Colombia. A su vez, cortó relaciones diplomáticas con los gobiernos de España, Cuba, República Dominicana, Argentina, Perú, Ecuador, Guatemala, Honduras y Haití.

## Senador vitalicio y últimos años
El 14 de septiembre de 1963 se llevaron a cabo nuevos comicios presidenciales, en los cuales resultó vencedor Raúl Leoni de Acción Democrática. El 11 de marzo de 1964 Betancourt entregó su banda presidencial a su amigo de toda la vida, Raúl Leoni. En dicho acto Betancourt dijo:

Se podrá decir que he cometido muchos errores y desaciertos en mi gestión de Presidente, porque la infalibilidad y la aptitud para acertar siempre no son virtudes que se hayan dado nunca en un ser humano. Pero Venezuela reconocerá, estoy seguro de ello, porque tengo dominio de mis convicciones, como durante los años en que cumplí mi mandato... actué con empeño creador, con fe si se quiere fanatizada, por la gloria de Venezuela y la felicidad de su pueblo.

Tras esto, Betancourt se juramentó como senador vitalicio el 2 de abril de 1964.

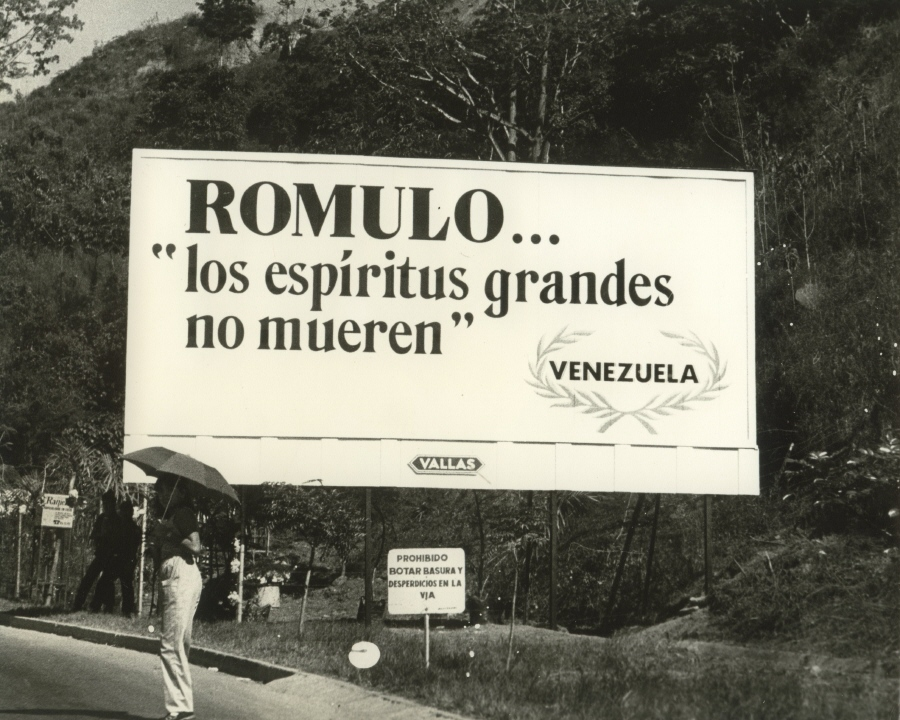
Rómulo... «los espíritus grandes nunca mueren», Venezuela. Valla aparecida después del fallecimiento de Betancourt en 1981

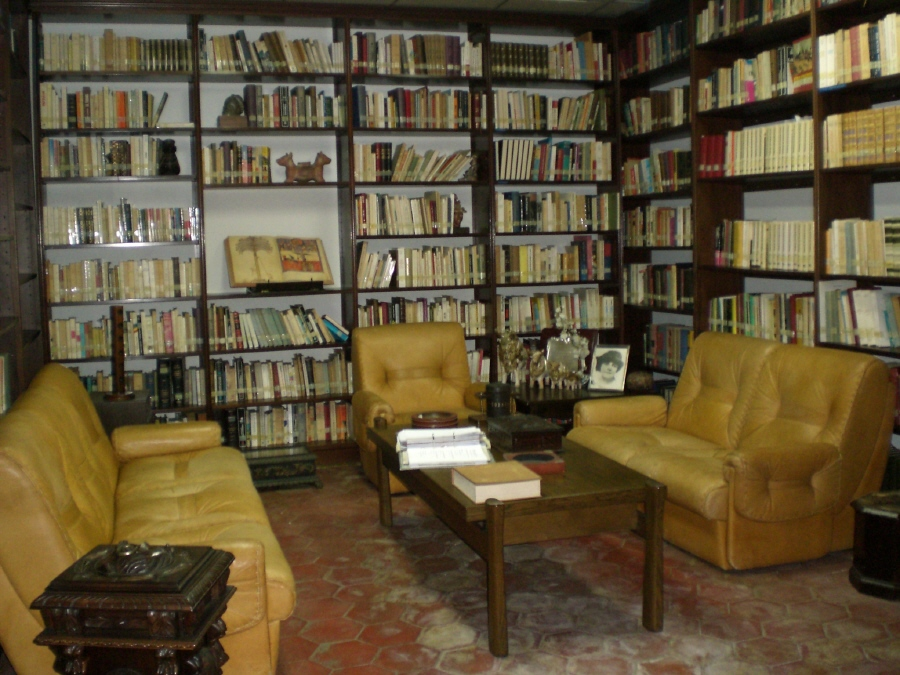
Biblioteca personal de Rómulo Betancourt en la fundación que lleva su nombre. Caracas, Venezuela

Decidió retirarse en pleno de la vida política de su país luego de entregar el cargo. Vivió varios meses en Nueva York, Londres y Nápoles, para luego residenciarse en Berna la capital de Suiza. Dedicó esos años a la actividad intelectual, a la producción de nuevas publicaciones de su autoría y a escribir sus memorias. Sin embargo, estuvo siempre al tanto de la situación venezolana.
En 1967 regresó al país debido a las escisiones en AD (Acción Democrática) y ante la falta de unanimidad en el partido por la escogencia del candidato que participaría en las próximas elecciones a llevarse a cabo en 1968. Esas elecciones las perdió AD. Resultó por escaso margen de votos Rafael Caldera de COPEI.
Durante estos años también se le rindieron homenajes y agasajos en Estados Unidos. Se le confirió el reconocimiento de doctor honoris causa por la Universidad de Harvard, Universidad de California y Universidad de Rutgers.

### Regreso a Venezuela
En 1968 contrajo matrimonio con su segunda esposa, Renée Hartman. En 1972 regresó a Venezuela, Betancourt negó de toda manera aspirar nuevamente por la primera magistratura. En 1973 fue elegido Carlos Andrés Pérez de AD como presidente de la República, con el cual Rómulo manifestó descontento por los escándalos que sometieron a su Gobierno y los vínculos de CAP con Fidel Castro.

### Senador vitalicio
En 1973 comenzó a ejercer presencialmente su escaño como senador vitalicio de la República, apoyando más tarde algunas medidas tomadas por Pérez, como la nacionalización del petróleo. El 13 de septiembre de 1976 Acción Democrática lo eligió presidente vitalicio del partido.
En 1978 recibe el doctorado honoris causa de la Universidad Interamericana de Puerto Rico.[cita requerida] Ese año Acción Democrática (AD) volvió a perder la presidencia, ante la candidatura de Luis Herrera Campíns de COPEI.  Al saber Betancourt la derrota de su partido, dijo en tono sarcástico «We will come back» (Regresaremos), como referencia de un pronto regreso de Acción Democrática.

### Muerte y funeral
Sus últimos años los pasó escribiendo sus memorias, para las cuales había conseguido un contrato de una editorial estadounidense. En parte, por este motivo se dirigió por última vez a Nueva York con su esposa y su mascota el 7 de septiembre de 1981. El 15 de ese mes fue invitado por el presidente Luis Herrera Campíns a un discurso que iba a dar en la ONU, al cual asistió el día 21. La noche siguiente fue con el presidente Campíns a un juego de béisbol, donde los saludaron a ambos desde la pantalla. Unos días después, el 24 de septiembre, sufrió una caída que le causó una embolia, quedando en coma muriendo tras cuatro días insconsciente, el 28 del mismo mes a las 4:30 de la tarde en el Doctor´s Hospital, a los 73 años de edad.
Sus restos fueron trasladados a Venezuela. Velado en la Casa de Acción Democrática en El Paraíso en Caracas, se le rindieron todos los honores. En su funeral se congregaron unas cincuenta mil personas, y el féretro fue cargado en hombros de simpatizantes desde el centro de Caracas hasta el Cementerio del Este en La Guairita, ubicado a unos 10 km de distancia.
Sobre su muerte, el presidente estadounidense Ronald Reagan expresó:

Hablo en nombre de todos los americanos al expresar nuestra tristeza por la muerte de Rómulo Betancourt. Más que cualquier otra cosa, él fue un patriota venezolano; un amigo cercano y especial de los Estados Unidos. Durante la década de 1950, consideró a los Estados Unidos como un refugio mientras estaba en el exilio, y nos sentimos orgullosos de haberlo recibido. Nos sentimos honrados que este valiente, cuya vida la dedicó a los principios de libertad y justicia ―un hombre que luchó contra dictadores de izquierda y derecha― pasó los últimos días de su vida en nuestras playas. Nos unimos al pueblo venezolano y a aquellos que aman la libertad alrededor del mundo, al luto por su muerte.

## Publicaciones
- Betancourt, Rómulo. 1932. Con quién estamos y contra quién estamos. San José de Costa Rica – Costa Rica.
- Betancourt, Rómulo. 1937. Una república en venta. Editorial Futuro. Caracas – Venezuela.
- Betancourt, Rómulo. 1940. Problemas venezolanos. Editorial Futuro. Santiago de Chile – Venezuela.
- Rómulo Betancourt. 1948. Trayectoria democrática de una revolución. Discursos y conferencias pronunciadas en Venezuela y el exterior durante el ejercicio de la Presidencia de la Junta Revolucionaria de Gobierno de los Estados Unidos de Venezuela. Imprenta Nacional. Caracas - Venezuela 2 volúmenes.
- Betancourt, Rómulo. 1949. El caso de Venezuela y el destino de la democracia en América. Editorial Cultura. Ciudad de México – México.
- Betancourt, Rómulo. 1951. Pensamiento y acción. Impresores Beatriz de Silva. Ciudad de México – México.
- Betancourt, Rómulo. 1954. Venezuela: una factoría petrolera. Ciudad de México - México.
- Betancourt, Rómulo. 1956. Venezuela, política y petróleo. 1.ª ed. Editorial Fondo de Cultura Económica. Ciudad de México – México.
- Betancourt, Rómulo. 1959. Posición y doctrina. 2ª ed. Editorial Cordillera. Caracas- Venezuela.
- Betancourt, Rómulo. 1964. La revolución democrática en Venezuela: documentos del Gobierno presidido por Rómulo Betancourt. 1959-1964. Imprenta Nacional, Caracas - Venezuela 4 volúmenes.
- Betancourt, Rómulo. 1966. Golpes de Estado y Gobiernos de fuerza en América Latina: la dramática experiencia dominicana. Editorial Arte. Caracas – Venezuela.
- Betancourt, Rómulo. 1969. Hacia una América Latina democrática e integrada. 3ª ed. Taurus. Madrid –España.
- Betancourt, Rómulo. 1975. Venezuela dueña de su petróleo. Ediciones Centauro. Caracas – Venezuela.
- Betancourt, Rómulo. 1978. América Latina: democracia e integración. Editorial Seix Barral. Barcelona – España.
- Betancourt, Rómulo. 1978. El petróleo de Venezuela. Barcelona. Editorial Seix Barral. Barcelona- España.
- Betancourt, Rómulo. 1978. Obras selectas. Editorial Seix Barral. Barcelona - España: 4 volúmenes.
- Betancourt, Rómulo. 1978. Venezuela, política y petróleo. 4ª ed. Editorial Seix Barral. Barcelona – España.
- Betancourt, Rómulo. 1979. El 18 de octubre de 1945: génesis y realizaciones de una revolución democrática. Editorial Seix Barral. Barcelona - España.
- Betancourt, Rómulo. 1982. Memoria del último destierro, 1948-1958. Centauro. Caracas – Venezuela.
- Betancourt, Rómulo. 1987. Hombres y Villanos. Grijalbo. Caracas – Venezuela.
- Betancourt, Rómulo. 1988-1991. Archivo de Rómulo Betancourt. Fundación Rómulo Betancourt. y Ediciones de la Presidencia de la República. 3 volúmenes. Caracas - Venezuela.
- Betancourt, Rómulo. 1990. Antología política. Fundación Rómulo Betancourt Caracas. Venezuela.
- Betancourt, Rómulo. 1991. La segunda independencia de Venezuela. Fundación Rómulo Betancourt. Caracas - Venezuela. 3 volúmenes.

## Homenajes
- Desde 1981 funciona en su casa natal en Guatire, la Biblioteca Pública Don Luis y Misia Virginia.
- En homenaje a Betancourt, nombraron una parroquia del municipio Cabimas del Estado Zulia,
- Durante muchos años el Parque del Este (Caracas), la biblioteca del Parque Arístides Rojas y la Autopista de Oriente, estaban nombradas en su honor. Esto cambió durante la presidencia de Hugo Chávez.